# Сошки (Липецкая область)
Со́шки — село в Грязинском районе Липецкой области, административный центр Сошкинского сельсовета.

## Название
В основе названия усечённое слово «россошки» — разветвление оврага.

## География
Расположено на ручье Сошка и правом берегу реки Кривки.

## История
Сошки известны по документам с 1723 года как казённое село. В 1862 году в селе насчитывалось 287 дворов с 2243 жителями (1093 мужского пола и 1150 женского), функционировала Троицкая церковь и базар.
В 1880 году, согласно данным Центрального статистического комитета, в селе было 403 двора с 2566 жителями, церковно-приходская школа, функционировал базар и 11 лавок.
В начале XIX века из Сошек и соседней Кривки под Мазейку переселились жители и создали там деревню Сошки-Кривки.
Согласно энциклопедическому словарю Брокгауза и Ефрона в конце XIX века село относилось к Липецкому уезду Тамбовской губернии и располагалось на Усманском тракте. В селе проживало 4241 человека, по средам организовывался небольшой базар. Основным занятием жителей села было хлебопашество и табаководство.

А в 1923 году переселенцы создали Сошкинские Выселки недалеко от Фащёвки; сегодня это — деревня Подлякино.

В 1978 году к селу Сошки присоединилось село Кривка 2-я.

## Население
| 1862 | 1880  | 2009  | 2010  | 2013  |
| ---- | ----- | ----- | ----- | ----- |
| 2243 | ↗2566 | ↘1618 | ↗1710 | ↗1787 |

## Экономика
В Сошках в советское время была молочно-товарная ферма.
В 2009 году на территории сельского поселения открылся садовый центр «Мир растений». Выращиваются однолетние, многолетние и комнатные растения. деревья и кустарники.

## Известные уроженцы, жители
В селе родился Герой Советского Союза Яков Кондратов.